# Mephritus amictus
Mephritus amictus är en skalbaggsart som först beskrevs av Newman 1841.  Mephritus amictus ingår i släktet Mephritus och familjen långhorningar. Inga underarter finns listade i Catalogue of Life.